# Erysimum ochroleucum
Erysimum ochroleucum là một loài thực vật có hoa trong họ Cải. Loài này được (Haller f. ex Schleich.) DC. mô tả khoa học đầu tiên năm 1805.